# Metatheora corvifera
Metatheora corvifera är en fjärilsart som beskrevs av Edward Meyrick 1920. Metatheora corvifera ingår i släktet Metatheora och familjen Prototheoridae. Inga underarter finns listade i Catalogue of Life.